# OFC Club Championship
Het OFC Club Championship (ook Oceania Champions Cup genoemd) was een internationaal toernooi voor voetbalclubs dat door de OFC werd georganiseerd.
In 1987 vond de eerste editie plaats. Twaalf jaar later, in 1999, werd het tweede toernooi georganiseerd. Deze herintroductie was nodig om de winnaar als OFC-vertegenwoordiger aan het FIFA-wereldkampioenschap voetbal voor clubs (van 2000) te kunnen laten deelnemen. Het toernooi werd vijf keer gehouden. In 2007 is deze competitie vervangen door de OFC Champions League, die jaarlijks gehouden wordt.

## Finales
| Jaar | Gaststad      | Winnaar           | Uitslag(en)  | Finalist         |
| ---- | ------------- | ----------------- | ------------ | ---------------- |
| 1987 | Adelaide      | Adelaide City     | 1–1 ns (4–1) | Mount Wellington |
| 1999 | Nadi, Lautoka | South Melbourne   | 5–1          | Nadi             |
| 2001 | Port Moresby  | Wollongong Wolves | 1–0          | Tafea            |
| 2005 | Papeete       | Sydney            | 2–0          | Magenta Nouméa   |
| 2006 | Albany        | Auckland City     | 3–1          | Pirae            |

OFC Club Championship: 1987 · 1999 · 2001 · 2005 · 2006 

OFC Champions League: 2007 · 2007/08 · 2008/09 · 2009/10 · 2010/11 · 2011/12 · 2012/13 · 2013/14 · 2014/15 · 2016 · 2017 · 2018 · 2019 · 2020 · 2021 · 2022 · 2023